# Prisma pentagonal
En geometría, el prisma pentagonal es un prisma con base pentagonal. Este poliedro tiene 7 caras, 15 aristas y 10 vértices.
Como tiene 7 caras, se trata de un heptaedro, aunque generalmente este término se utiliza para referirse al heptaedro regular.
El grupo simétrico de un prisma pentagonal recto es el D5h de orden 20. 
Un prisma pentagonal es recto si las aristas laterales y las caras laterales son perpendiculares a las caras de la base, siendo las caras laterales rectangulares. En caso contrario, el prisma es oblicuo. Suele llamarse regular al prisma pentagonal recto, aunque realmente se trata de un poliedro semirregular.

## Área
El área de un prisma pentagonal recto es la suma de las áreas de las caras laterales (rectangulares) y de las áreas de las bases (pentagonales). Si la altura del prisma es {\displaystyle h} y el lado de la base es {\displaystyle L}, el área del prisma es
{\displaystyle A=5hL+{\frac {L^{2}}{2}}\cdot {\sqrt {25+10{\sqrt {5}}}}}

## Volumen
El volumen de un prisma pentagonal recto es el producto del área de su base por la altura del prisma. Si la altura del prisma es {\displaystyle h} y el lado de la base es {\displaystyle L}, su volumen es
{\displaystyle V={\frac {hL^{2}}{4}}\cdot {\sqrt {25+10{\sqrt {5}}}}}
Por el principio de Cavalieri, el volumen del prisma pentagonal oblicuo coincide con el del prisma pentagonal recto.

## Figura de vértices
En cada vértice del prisma coinciden dos caras cuadradas y una de las dos bases pentagonales.
|  |  |  |  |

## En 4-politopos
Aparecen como las células de cuatro politopos uniformes no prismáticos en cuatro dimensiones:
| 600-celdas canteado · | 600-celdas cantitruncados · | 600-celdas runcinado · | 600-celdas runcitruncado · |
|                       |                             |                        |                            |

## En otros campos
Los prismas pentagonales no uniformes llamados pentaprismas se utilizan en óptica para rotar una imagen mediante un sistema de reflexiones ortogonales sin cambiar su quiralidad.

## Poliedros relacionados
| Familia de prismas n-gonales uniformes | Familia de prismas n-gonales uniformes | Familia de prismas n-gonales uniformes | Familia de prismas n-gonales uniformes | Familia de prismas n-gonales uniformes | Familia de prismas n-gonales uniformes | Familia de prismas n-gonales uniformes | Familia de prismas n-gonales uniformes | Familia de prismas n-gonales uniformes | Familia de prismas n-gonales uniformes | Familia de prismas n-gonales uniformes | Familia de prismas n-gonales uniformes | Familia de prismas n-gonales uniformes | Familia de prismas n-gonales uniformes |
| Nombre                                 | Prisma digonal                         | (Trigonal) Prisma triangular           | (Tetragonal) Prisma cuadrado           | Prisma pentagonal                      | Prisma hexagonal                       | Prisma heptagonal                      | Prisma octogonal                       | Prisma eneagonal                       | Prisma decagonal                       | Prisma endecagonal                     | Prisma dodecagonal                     | ...                                    | Prisma apeirogonal                     |
| -------------------------------------- | -------------------------------------- | -------------------------------------- | -------------------------------------- | -------------------------------------- | -------------------------------------- | -------------------------------------- | -------------------------------------- | -------------------------------------- | -------------------------------------- | -------------------------------------- | -------------------------------------- | -------------------------------------- | -------------------------------------- |
| Imagen                                 |                                        |                                        |                                        |                                        |                                        |                                        |                                        |                                        |                                        |                                        |                                        | ...                                    |                                        |
| Imagen teselado esférico               |                                        |                                        |                                        |                                        |                                        |                                        |                                        |                                        |                                        |                                        |                                        | Imagen teselado plano                  |                                        |
| Conf. vértices                         | 2.4.4                                  | 3.4.4                                  | 4.4.4                                  | 5.4.4                                  | 6.4.4                                  | 7.4.4                                  | 8.4.4                                  | 9.4.4                                  | 10.4.4                                 | 11.4.4                                 | 12.4.4                                 | ...                                    | ∞.4.4                                  |
| Diagrama de Coxeter-Dynkin             |                                        |                                        |                                        |                                        |                                        |                                        |                                        |                                        |                                        |                                        |                                        | ...                                    |                                        |